# Thiara
Thiara es un género de caracoles de agua dulce, son aquaticos, pertenecientes al filo de los moluscos y el orden de los gasterópodos en la familia Thiaridae.

## Especies

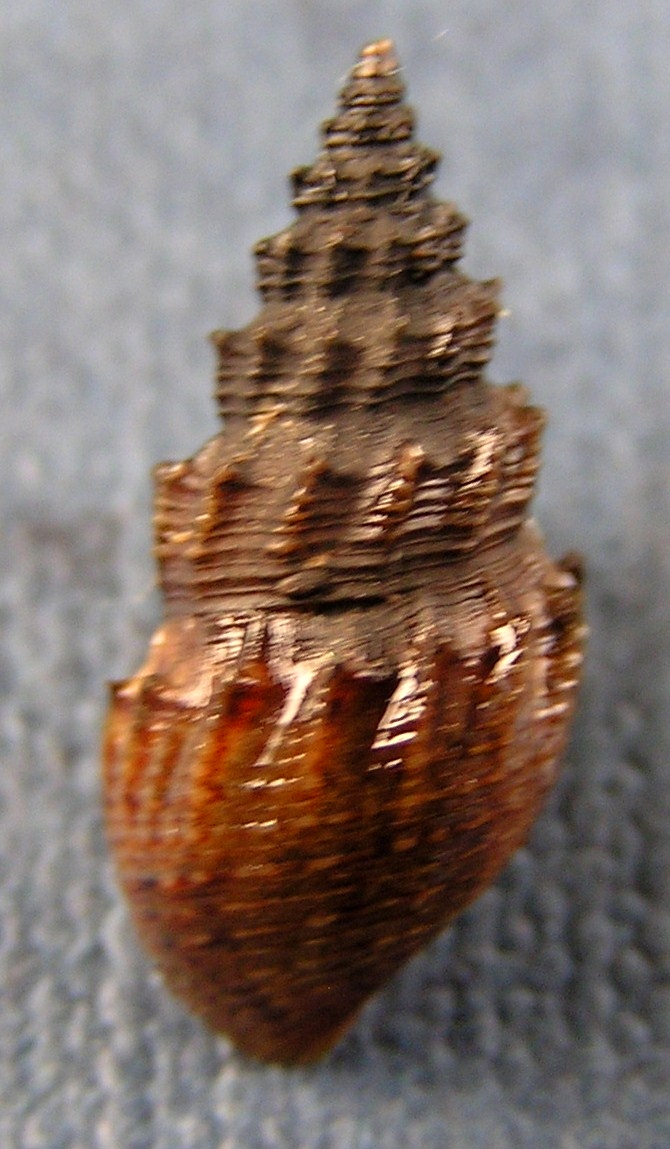
Thiara winteri

Las especies con nombres aceptados dentro del género Thiara incluyen:
- Thiara amarula C. Linnaeus, 1758 - África, Australia, India[2]
- Thiara baldwini C. F. Ancey, 1899 - Islas hawaianas[2]
- Thiara balonnensis T. A. Conrad, 1850 - Australia[2]
- Thiara cancellata P. F. Röding, 1798 - Indo-Pacífico[2]
- Thiara indefinita I. & H. C. Lea, 1851 - Islas hawaianas[2]
- Thiara kauaiensis W. H. Pease, 1870 - Islas hawaianas[2]
- Thiara lineata Gray, 1828 - India[2]
- Thiara lirata C. T. Menke, 1843 - Australia[2]
- Thiara paludomoidea Nevill, 1884 - India[2]
- Thiara prashadi Ray, 1947 - India[2]
- Thiara punctata J. B. Lamarck, 1822 - India[2]
- Thiara rodericensis (Smith, 1876)[3]
- Thiara rudis I. Lea, 1850 - India[2]
- Thiara scabra (O. F. Müller, 1774) - Indo-Pacífico[2][4]
  - Thiara scabra lyriformis I. Lea, 1850 - Japón[2]
  - Thiara scabra pagoda I. Lea, 1850 - Japón[2]
  - Thiara scabra subplicatula Smith, 1878 - Japón[2]
- Thiara speciosa A. Adams, 1854[2]
- Thiara torulosa Bruguière, 1789 - India[2]
- Thiara verrauiana I. Lea, 1856 - Islas hawaianas[2]
- Thiara winteri von Dem Busch, 1842 - Indo-Pacífico[2]